# Condado de Potter (Pensilvania)
El condado de Potter (en inglés: Potter County) fundado en 1804 es uno de 67 condados en el estado estadounidense de Pensilvania. En el 2000 el condado tenía una población de 120,044 habitantes en una densidad poblacional de 54 personas por km². La sede del condado es Coudersport.

## Geografía
Según la Oficina del Censo, el condado tiene un área total de 2800 km² (1081,1 mi²), de la cual 2800 km² (1081,1 mi²) es tierra y 0 km² (0 mi²) (0.02 %) es agua.

### Condados adyacentes
- Condado de Allegany (norte)
- Condado de Steuben (noreste)
- Condado de Tioga (este)
- Condado de Lycoming (sureste)
- Condado de Clinton (sur)
- Condado de Cameron (suroeste)
- Condado de Northumberland (oeste)

## Demografía
Según el censo de 2000, había 18,080 personas, 7,005 hogares y 5,001 familias residiendo en la localidad. La densidad de población era de 54 hab./km². Había 12,159 viviendas con una densidad media de 4 viviendas/km². El 98.06 % de los habitantes eran blancos, el 0.29 % afroamericanos, el 0.22 % amerindios, el 0.50 % asiáticos, el 0.03 % isleños del Pacífico, el 0.19 % de otras razas y el 0.71% pertenecía a dos o más razas. El 0.57 % de la población eran hispanos o latinos de cualquier raza.

## Transporte

### Carreteras
- U.S. Route 6
- Ruta de Pensilvania 44
- Ruta de Pensilvania 49
- Ruta de Pensilvania 144
- Ruta de Pensilvania 155
- Ruta de Pensilvania 244
- Ruta de Pensilvania 449
- Ruta de Pensilvania 607
- Ruta de Pensilvania 872

## Localidades

### Boroughs
Austin |
Coudersport |
Galeton |
Oswayo |
Shinglehouse |
Ulysses 

### Municipios
Abbott |
Allegany |
Bingham |
Clara |
Eulalia |
Genesee |
Harrison |
Hebron |
Hector |
Homer |
Keating |
Oswayo |
Pike |
Pleasant Valley |
Portage |
Roulette |
Sharon |
Stewardson |
Summit |
Sweden |
Sylvania |
Ulysses |
West Branch |
Wharton 

### Lugares designados por el censo
Sweden Valley